# Mad Max (série)
Mad Max é uma franquia multi-media australiana do gênero ficção científica, contendo elementos de ação baseada em um futuro pós-apocalíptico, criada por James McCausland e George Miller. Começou em 1979 com o filme Mad Max, seguido por Mad Max 2: The Road Warrior (1981) e Mad Max Beyond Thunderdome (1985). A série desde então tornou-se muito influente na ficção apocalíptica e pós-apocalíptica.
O quarto filme, Mad Max: Fury Road, foi lançado a 15 de Maio de 2015, que foi aclamado pela crítica e é considerado o melhor filme de ação das últimas décadas, venceu 6 prêmios Oscar e foi o maior vencedor da sua edição. Em 2024 lançou o prequel Furiosa: A Mad Max Saga, baseando-se na história da personagem Furiosa do quarto filme. Ainda espera-se uma sequência com o nome Mad Max: The Wasteland.

## Filmes
| Filme                             | Data de lançamento     | Diretor(es)                    | Roteirista(s)                                    | História(s)                                      | Produtor(es)                                |
| --------------------------------- | ---------------------- | ------------------------------ | ------------------------------------------------ | ------------------------------------------------ | ------------------------------------------- |
| Mad Max                           | 12 de abril de 1979    | George Miller                  | James McCausland e George Miller                 | George Miller e Byron Kennedy                    | Byron Kennedy                               |
| Mad Max: A Caçada Continua        | 24 de dezembro de 1981 | George Miller                  | Terry Hayes, George Miller e Brian Hannant       | Terry Hayes, George Miller e Brian Hannant       | Byron Kennedy                               |
| Mad Max: Além da Cúpula do Trovão | 10 de julho de 1985    | George Miller e George Ogilvie | Terry Hayes e George Miller                      | Terry Hayes e George Miller                      | George Miller                               |
| Mad Max: Estrada da Fúria         | 15 de maio de 2015     | George Miller                  | George Miller, Brendan McCarthy e Nico Lathouris | George Miller, Brendan McCarthy e Nico Lathouris | George Miller, Doug Mitchell e P. J. Voeten |
| Furiosa: Uma Saga Mad Max         | 23 de maio de 2024     | George Miller                  | George Miller e Nico Lathouris                   | George Miller e Nico Lathouris                   | George Miller e Doug Mitchell               |
| Mad Max: The Wasteland            | TBA                    | George Miller                  | George Miller e Nico Lathouris                   | George Miller e Nico Lathouris                   | George Miller e Doug Mitchell               |